# 1932年レークプラシッドオリンピックのアメリカ合衆国選手団
1932年レークプラシッドオリンピックのアメリカ合衆国選手団（1932ねんレークプラシッドオリンピックのアメリカがっしゅうこくせんしゅだん）は、1932年2月4日から2月15日までアメリカ合衆国のレークプラシッドで開催された冬季オリンピックのアメリカ合衆国選手団、およびその競技結果。

## メダル
| メダル | 選手名 | 競技               | 種目         |
| ------ | --- | ------------------ | ------------ |
| 金     | ジャック・シェイ | スピードスケート   | 男子500m     |
| 金     | ジャック・シェイ | スピードスケート   | 男子1000m    |
| 金     | アーヴィング・ジャフィー | スピードスケート   | 男子5000m    |
| 金     | アーヴィング・ジャフィー | スピードスケート   | 男子10000m   |
| 金     | ヒューバート・スティーブンス カーチス・スティーブンス | ボブスレー         | 男子2人乗り  |
| 金     | ウィリアム・フィスク エディー・イーガン クリフォード・グレイ ジェイ・オブライエン | ボブスレー         | 男子4人乗り  |
| 銀     | エドワード・マーフィー | スピードスケート   | 男子5000m    |
| 銀     | ベアトリクス・ローラン シャーウィン・バジャー | フィギュアスケート | ペア         |
| 銀     | ヘンリー・ホンバーガー パーシー・ブライアント フランシス・スティーブンス エドモンド・ホートン | ボブスレー         | 男子4人乗り  |
| 銀     | オズボーン・アンダーソン ジョン・ベント ジョン・チェイス ジョン・クックマン ダグラス・エベレット フランクリン・ファレル ジョセフ・フィッツジェラルド エドワード・フレイジャー ジョン・ギャリソン ジェラルド・ハロック ロバート・リビングストン フランシス・ネルソン ウィンズロップ・パルマー ゴードン・スミス | アイスホッケー     | 男子         |
| 銅     | マリベル・ビンソン | フィギュアスケート | 女子シングル |
| 銅     | ジョン・ヒートン ロバート・ミントン | ボブスレー         | 男子2人乗り  |

## スキー

### クロスカントリー
- オレ・ゼッターストーム
  - 男子18km：23位
- リチャード・パーソンズ
  - 男子18km：28位
- ロルフ・モンソン
  - 男子18km：33位
- アーヴィング・アンダーセン
  - 男子18km：42位
  - 男子50km：15位
- ニルス・バックストーム
  - 男子50km：19位
- ロバート・レイド
  - 男子50km：20位
- ノート・ビリングス
  - 男子50km：途中棄権

### ノルディック複合
- ロルフ・モンセン9位
- エドワード・ブロッド14位
- ロイド・エリンソン16位
- ジョン・エリクセン25位

### ジャンプ
- カスパー・オイモン5位
- ペダー・ファルスタッド13位
- ジョン・スティール15位
- ロイ・ミケルセン途中棄権

## スケート

### スピードスケート
- ジョン・シェイ
  - 男子500m：金メダル
  - 男子1500m：金メダル
- レイモンド・マレー
  - 男子500m：予選敗退
  - 男子1500m：5位
- ジョン・ファレル
  - 男子500m：6位
- アラン・ポット
  - 男子500m：予選敗退
- ロイド・ギュンター
  - 男子1500m：予選敗退
- カール・スプリンガー
  - 男子1500m：6位
  - 男子5000m：4位
- ハーバート・テイラー
  - 男子5000m：予選敗退
- アービング・ジャフィー
  - 男子5000m：金メダル
  - 10000m：金メダル
- バレンティ・ビアラス
  - 男子10000m：5位
- エドウィン・ウェッジ
  - 男子10000m：4位
- エドウィン・シュローダー
  - 男子10000m：8位

### フィギュアスケート
- ロガー・ターナー
  - 男子シングル：6位
- ジェームス・レスター・マッデン
  - 男子シングル：7位
- ゲイル・ボーデン
  - 男子シングル：8位
- ウィリアム・ネイゲル
  - 男子シングル：11位
- マリベル・ビンソン
  - 女子シングル：銅メダル
- マーガレット・ベネット
  - 女子シングル：11位
- スザンヌ・デービス
  - 女子シングル：12位
- ルイーズ・ウェイゲル
  - 女子シングル：14位
- ベアトリクス・ローラン&シャーウィン・バジャー
  - ペア：銀メダル
- ガートルード・マレディシュ&ジョセフ・サヴェージ
  - ペア：7位

## アイスホッケー
- 男子：銀メダル

| 決勝ラウンド：4勝1敗1分 |   |   |   |   |   |            |
| アメリカ合衆国          | ● | 1 | - | 2 | ○ | カナダ     |
| アメリカ合衆国          | ○ | 4 | - | 1 | ● | ポーランド |
| アメリカ合衆国          | ○ | 7 | - | 0 | ● | ドイツ     |
| アメリカ合衆国          | ○ | 5 | - | 0 | ● | ポーランド |
| アメリカ合衆国          | ○ | 8 | - | 0 | ● | ドイツ     |
| アメリカ合衆国          | △ | 2 | - | 2 | △ | カナダ     |

## ボブスレー
- アメリカチーム
  - 男子2人乗り：金メダル
  - 男子2人乗り：銅メダル
  - 男子4人乗り：金メダル
  - 男子4人乗り：銀メダル